# ویلیام فینلی (هنرپیشه)
ویلیام فینلی (انگلیسی: William Finley؛ ۲۰ سپتامبر ۱۹۴۰ – ۱۴ آوریل ۲۰۱۲) هنرپیشه اهل ایالات متحده آمریکا بود. وی بین سال‌های ۱۹۶۲ تا ۲۰۰۶ میلادی فعالیت می‌کرد.

## گزیده فیلمشناسی
از فیلم‌ها یا برنامه‌های تلویزیونی که وی در آن نقش داشته‌است می‌توان به آثار زیر اشاره کرد.
- جشن عروسی (فیلم) (۱۹۶۹)
- خواهران (فیلم ۱۹۷۳) (۱۹۷۳)
- شبح بهشت (۱۹۷۴)
- وسواس (فیلم ۱۹۷۶) (۱۹۷۶)
- سیمون (فیلم ۱۹۸۰) (۱۹۸۰)
- در لباسی خیره‌کننده (۱۹۸۰)
- خشم خاموش (۱۹۸۲)
- کوکب سیاه (۲۰۰۶)